# (2497) Kulikovskij
(2497) Kulikovskij (1977 PZ1) – planetoida z pasa głównego asteroid okrążająca Słońce w ciągu 4,06 lat w średniej odległości 2,54 au. Odkryta 14 sierpnia 1977 roku.